# Escape (álbum de Enrique Iglesias)
Escape es el título del quinto álbum de estudio y segundo álbum realizado en inglés grabado por el cantautor español Enrique Iglesias. Fue lanzado al mercado por la empresa discográfica Interscope Records el 30 de octubre de 2001. Cuenta con una edición especial lanzada con dos temas extra, "Tal vez" (Mark Taylor Mix) y "To Love a Woman", dueto con Lionel Richie.

## Lanzamiento y recepción
"Escape" debutó en el nº 2 en el Billboard 200, su mejor debut entonces en la tabla, vendiendo 267.000 copias en su primera semana. Al mismo tiempo, "Hero" encabeza las listas del Reino Unido, siendo Iglesias el primer artista en América en tener un álbum en nº1 y nº 1 en las listas individuales. Fue el segundo mayor vendedor, en el Reino Unido, superado solo por Robbie Williams Escapology. También fue el álbum más vendido de 2002 de Australia.
El álbum también obtuvo buenos resultados en todo el mundo, siendo certificado triple platino en los Estados Unidos, cuádruple Platino en el Reino Unido, quíntuple Platino en Irlanda, séxtuple Platino en Canadá, quíntuple Platino en Australia, triple Platino en la India, doble Platino en Alemania, así como el logro de Platino, Oro u otra certificación en muchos otros países alrededor del mundo.
El álbum ha vendido más de 10 millones de copias en todo el mundo, convirtiéndose en el álbum más vendido de Enrique hasta la fecha.

## Escritura de Escape
Iglesias ya sea escribió o co-escribió cada canción en el álbum. Enrique ha dicho que para muchos de los temas del álbum, comenzó sólo con los títulos y más tarde con la base de las canciones. La primera canción de utilizar este método era "Don't Turn Off the Lights", que originalmente iba a ser el título del álbum y el primer sencillo del álbum. Enrique también aseguró que él escribió muchas canciones para el álbum, pero escogió las que él considera lo mejor.

## Temas
| nº | Título                                                                  | Autor(es)                                  | Duración |
| -- | ----------------------------------------------------------------------- | ------------------------------------------ | -------- |
| 1  | "Escape"                                                                | DioGuardi/Iglesias/Morales/Siegel          | 3:26     |
| 2  | "Don't Turn Off the Lights"                                             | DioGuardi/Iglesias/Morales/Siegel          | 3:46     |
| 3  | "Love to See You Cry"                                                   | Taylor/Iglesias/Torch/Barry                | 4:07     |
| 4  | "Hero"                                                                  | Taylor/Iglesias/Barry                      | 4:23     |
| 5  | "I Will Survive"                                                        | DioGuardi/Iglesias/Morales/Siegel/Fishbein | 3:43     |
| 6  | "Love 4 Fun"                                                            | DioGuardi/Iglesias/Morales/Siegel/Fishbein | 3:15     |
| 7  | "Maybe"                                                                 | DioGuardi/Iglesias/Morales/Siegel/Fishbein | 3:14     |
| 8  | "One Night Stand"                                                       | Taylor/Iglesias/Barry                      | 4:11     |
| 9  | "She Be the One"                                                        | Taylor/Iglesias/Barry                      | 3:36     |
| 10 | "If the World Crashes Down"                                             | Mendez/Iglesias                            | 4:45     |
| 11 | "Escapar" (versión en español de "Escape")                              | DioGuardi/Iglesias/Morales/Siegel          | 3:26     |
| 12 | "No Apagues la Luz" (versión en español de "Don't Turn Off the Lights") | DioGuardi/Iglesias/Morales/Siegel          | 3:46     |
| 13 | "Héroe" (versión en español de "Hero")                                  | Taylor/Iglesias/Barry                      | 4:23     |
| 14 | "Hero (Metro Mix)" ‡                                                    |                                            | 4:17     |
| 15 | "Maybe (Mark Taylor Mix)" ‡                                             |                                            | 3:10     |
| 16 | "To Love a Woman" - con Lionel Ritchie                                  |                                            | 3:53     |

‡ Sólo incluida en la versión 2002 Edición especial

## Posición en las listas
| Lista                      | Mejor Posición |
| -------------------------- | -------------- |
| Australia, ARIA Álbumes    | 1              |
| Italia, Álbumes            | 18             |
| R.U., Álbumes              | 1              |
| EE.UU. Billboard 200       | 2              |
| México, Top 100 Álbumes    | 1              |
| Canadá, Albums             | 1              |
| Suiza, Álbumes Top 100     | 4              |
| Holanda, Álbumes           | 5              |
| Bélgica, Álbumes (Flandes) | 6              |
| Bélgica, Álbumes (Valonia) | 19             |
| Dinamarca, Álbumes Top 40  | 18             |
| Austria, Álbumes Top 75    | 6              |
| Francia, Álbumes           | 19             |
| Suecia, Top 60 Álbumes     | 11             |
| España, Top 100 Álbumes    | 3              |
| Polonia, Álbumes           | 1              |
| Noruega, Álbumes           | 10             |

| País           | Certificación |
| -------------- | ------------- |
| Reino Unido    | 4× Platino    |
| Canadá         | 5× Platino    |
| Australia      | 5× Platino    |
| Estados Unidos | 3× Platino    |
| Alemania       | 2× Platino    |
| Irlanda        | 5× Platino    |